# Yuen Tin-Yau
Yuen Tin-Yau (en chino, 袁天佑; pinyin, Yuán Tiānyòu; jyutping, jyun4 tin1 jau6, Hong Kong británico, 30 de septiembre de 1951-Chai Wan, Hong Kong, 15 de julio de 2023) fue un pastor y activista hongkonés, conocido por su apoyo humanitario y espiritual a los manifestantes prodemocracia desde 2003 y por su papel como presidente de la Iglesia metodista unida de Hong Kong desde 2012 hasta 2015. Yuen dedicó su vida al servicio religioso y comunitario, influyendo en la vida política y social de la región, especialmente durante períodos de agitación política. A lo largo de su carrera, fue un defensor vehemente de la justicia social y de los derechos humanos, participando activamente en movimientos sociales significativos. Yuen falleció tras una lucha contra el cáncer, dejando un legado de compromiso con la comunidad y la defensa de la libertad de expresión.
Durante el Movimiento de los Paraguas en 2014 abrió su iglesia en Wan Chai como refugio contra gases lacrimógenos y emitió una carta pastoral defendiendo la misión de hospitalidad de la iglesia. En 2019 participó en una conferencia de prensa criticando el uso excesivo de la fuerza por parte del Gobierno contra los ciudadanos indefensos. También abogó por una investigación independiente sobre la actuación policial y promovió la reconciliación mediante amnistía para manifestantes y policías. Su reflexión ética cuestiona el origen de la violencia y defiende la legitimidad moral de acciones defensivas frente a la represión estatal.

## Biografía

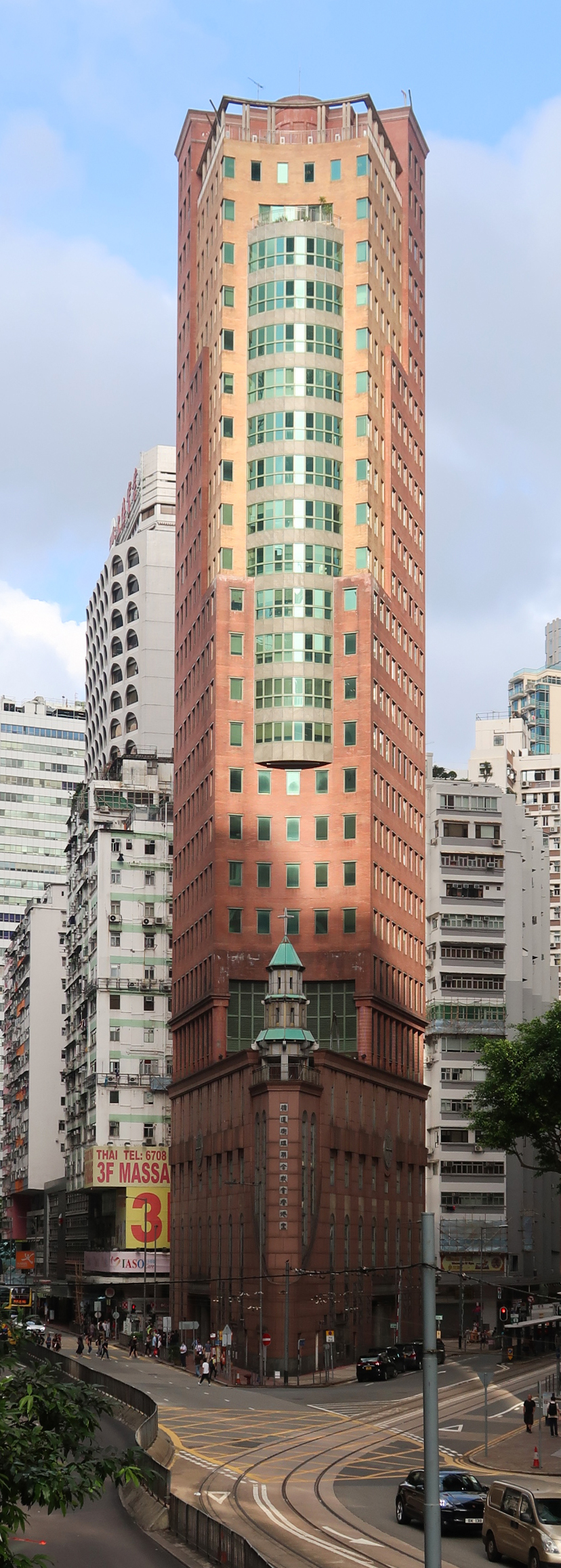
Sede de la Iglesia metodista unida de Hong Kong en 2019

### Primeros años y formación académica
Desde una edad temprana, Yuen mostró un fuerte compromiso con la vida religiosa, uniéndose a la Iglesia metodista unida en 1978, donde comenzó su trayectoria en el servicio religioso. A lo largo de su vida, recibió formación y liderazgo que le permitieron desempeñar un papel en la comunidad cristiana de Hong Kong. Formado académicamente en teología, Yuen desarrolló un interés temprano por las cuestiones sociales y políticas que afectan a su comunidad, lo que le llevó a asumir roles de liderazgo en varias congregaciones y a involucrarse en la educación, ejerciendo funciones como director escolar en al menos dos instituciones educativas, aunque renunció a uno de esos roles para centrarse en su ministerio y liderazgo eclesiástico.

### Carrera profesional
Yuen tuvo un enfoque inclusivo y activista dentro de la iglesia. Desde 2012, ocupó el cargo de presidente de la Iglesia metodista unida, liderando a la congregación durante tiempos difíciles, incluyendo la Revolución de los Paraguas en 2014. Durante este período, abrió las puertas de la iglesia a los manifestantes que buscaban refugio, generando tanto apoyo como controversia por sus acciones. En octubre de 2014, fue uno de los firmantes de una declaración pública en apoyo al movimiento Occupy Central, que buscaba reformas democráticas en Hong Kong. En esta declaración, destacó la necesidad de un diálogo pacífico entre el Gobierno y los representantes estudiantiles, subrayando que el movimiento debía ser entendido como una campaña democrática, no como una revolución.
En un programa de radio, Yuen defendió la apertura de las instalaciones de la iglesia, argumentando que fue una respuesta a la crisis generada por el uso de gases lacrimógenos por parte de la policía, y negó que la Iglesia estuviera bajo influencia de entidades estadounidenses, refutando afirmaciones de que había recibido apoyo material para los manifestantes. En 2016, Yuen anunció su retiro de la presidencia de la Iglesia, lo que tomó por sorpresa a muchos miembros de la congregación durante un servicio dominical. Su decisión de retirarse marcó el final de una era en la que él y su iglesia fueron vehementes en temas de justicia social y derechos humanos.

### Activismo y participación social
Yuen fue un ferviente defensor de la justicia social, enfatizando que la iglesia no debería permanecer neutral en asuntos políticos. Afirmó que la misión de la iglesia debía involucrarse en las luchas por la democracia y los derechos humanos, desafiando las «barreras» políticas impuestas por el Gobierno de Hong Kong.
En 2003 comenzó a abrir las puertas de su iglesia durante protestas, ofreciendo alimento, descanso y atención espiritual. El 28 de septiembre de 2014 abrió el templo de Wan Chai para manifestantes afectados por gases lacrimógenos y organizó una rueda de prensa pidiendo moderación policial. El 1 de octubre publicó la carta pastoral La iglesia en la encrucijada, en la que explicó que su acción respondía a la misión cristiana de servicio, no a motivaciones políticas. En su carta pastoral planteó la urgencia de que las comunidades religiosas se involucren activamente en la búsqueda de soluciones a los conflictos sociales y políticos, abordando la polarización social que enfrenta Hong Kong, enfatizando la necesidad de que las iglesias tomen una posición reflexiva en tiempos de crisis.
Durante las protestas de 2019 contra la ley de extradición, continuó su labor activa, asistiendo a áreas de conflicto y apoyando a los jóvenes en sus demandas por libertad y democracia. Su esposa, Yuen Chan Kam-Mei, también participó en actividades relacionadas con estas protestas, mostrando un compromiso familiar hacia la defensa de los derechos civiles. Yuen Tin-Yau se pronunció en conferencia de prensa para denunciar la violencia gubernamental y la indefensión del pueblo. En noviembre de 2019 participó en una vigilia de oración en Chater Garden por el estudiante universitario Chow Tsz-lok, quien sufrió una caída fatal en un aparcamiento cercano a enfrentamientos entre manifestantes y la policía ese mismo mes, donde pidió una investigación independiente y propuso la amnistía como camino hacia la reconciliación.

## Obras
Yuen Tin-Yau no solo fue un líder religioso, sino también un pensador influyente en el ámbito social y político. Su postura sobre la participación activa de la iglesia en la política se refleja en múltiples declaraciones y entrevistas, donde abogó por una iglesia que actúe sin «muros» y se involucre en las luchas sociales. Su carta La iglesia en la encrucijada se ha difundido ampliamente en redes sociales, donde aborda las tensiones contemporáneas en Hong Kong y la responsabilidad de las iglesias en el contexto de las protestas.
Uno de los temas recurrentes en su obra es la intersección entre la fe y la política. Yuen abordó cuestiones como la responsabilidad de los cristianos en situaciones de injusticia social y la necesidad de una postura activa frente a los desafíos contemporáneos. Su enfoque se centró en promover el diálogo y la empatía, buscando construir puentes entre diferentes sectores de la sociedad. Además, Yuen participó en declaraciones y peticiones, como la firma de una declaración por parte de un grupo de veintiocho pastores y creyentes que instaron al Gobierno chino a detener las violaciones de la libertad religiosa.